# ویلیام بینگهام
ویلیام بینگهام (به انگلیسی: William Bingham) سناتور سابق عضو حزب فدرالیست (آمریکا) بود. وی در سال ۱۷۹۵ تا ۱۸۰۱ میلادی سناتور ایالت پنسیلوانیا در سنای ایالات متحده آمریکا بود.